# 钟家佐
钟家佐（1930年—），男，广西贺县人，中华人民共和国政治人物、书法家，曾任中共广西壮族自治区党委常委、秘书长，广西壮族自治区政协副主席。